# Daisuke Katō
Pour les articles homonymes, voir Kato.
Daisuke Katō (加東 大介, Katō Daisuke) est un acteur japonais, né le 18 février 1911 à Tokyo et mort le 31 juillet 1975. Son vrai nom est Tokunosuke Katō (加藤徳之助, Katō Tokunosuke).

## Biographie
Daisuke Katō a tourné dans plusieurs films réalisés par Akira Kurosawa : Les Sept Samouraïs, Rashōmon, Le Garde du corps et Vivre ainsi que par Yasujirō Ozu : Printemps précoce, Le Goût du saké en 1962 (il incarne l'homme que Chishū Ryū retrouve dans un bar, où, en buvant, ils évoquent la Seconde Guerre mondiale à laquelle ils ont participé).
En 1957, Daisuke Katō tient le rôle principal dans Ōban, une adaptation d'un best-seller de Bunroku Shishi, une comédie dans laquelle il incarne un homme de la campagne qui monte à Tokyo dans les années trente et fait fortune à la Bourse. Le film est un succès et trois autres volets voient le jour : Zoku Ōban : Fūun hen (1957), Zokuzoku Ōban : Dōto uhen (1957) et Ōban : Kanketsu hen (1958).
Daisuke Katō est apparu dans plus de 250 films entre 1935 et 1976.

## Filmographie partielle

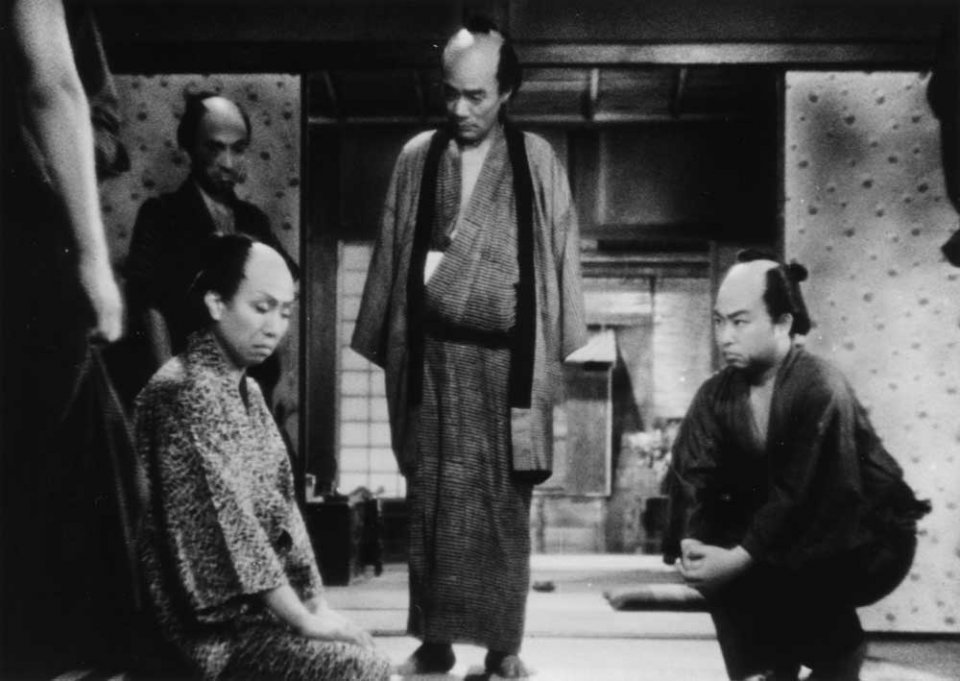
Daisuke Katō (à droite) dans Pauvres humains et ballons de papier (1937).

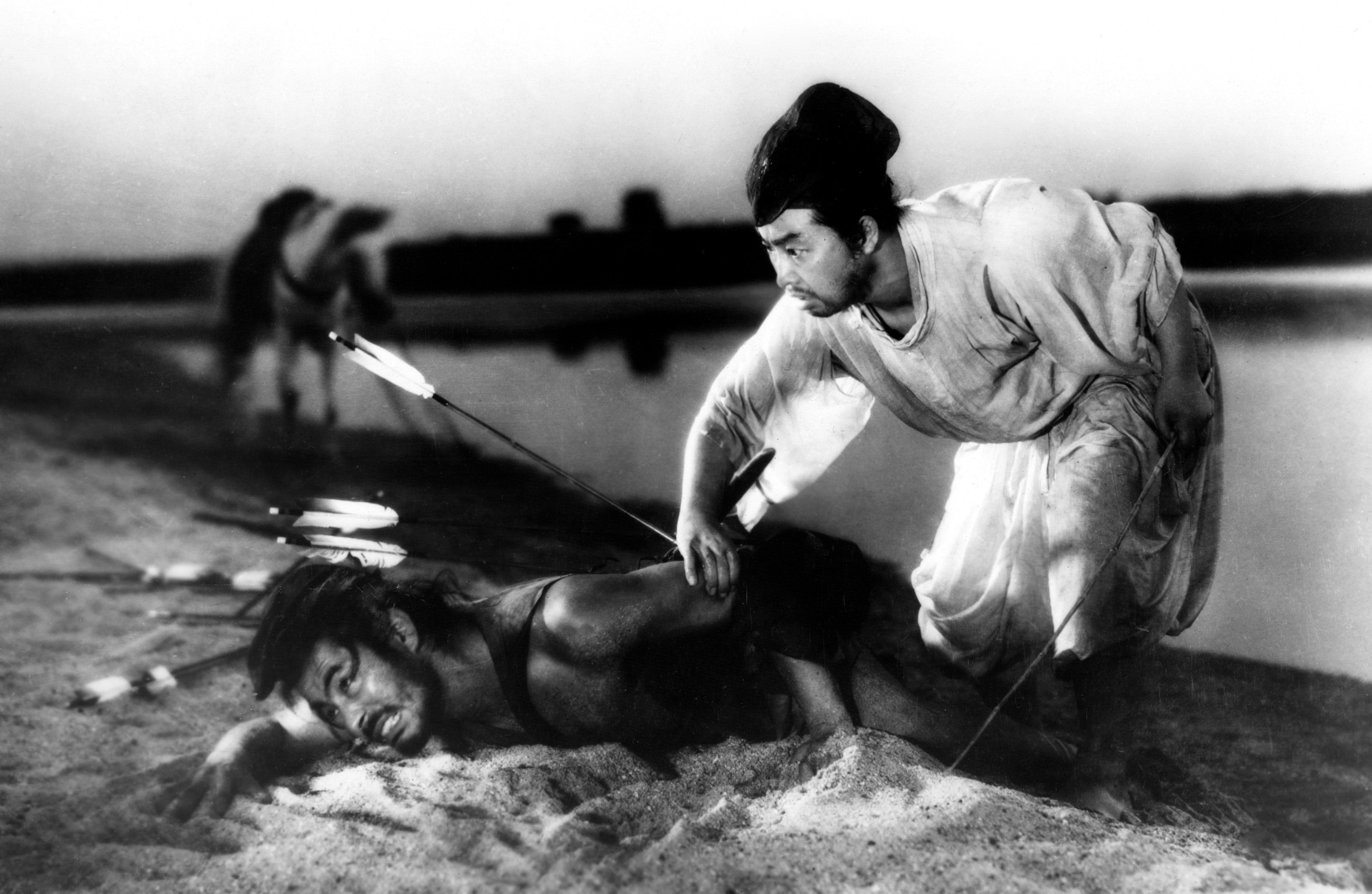
Toshirō Mifune et Daisuke Katō dans Rashōmon (1950).

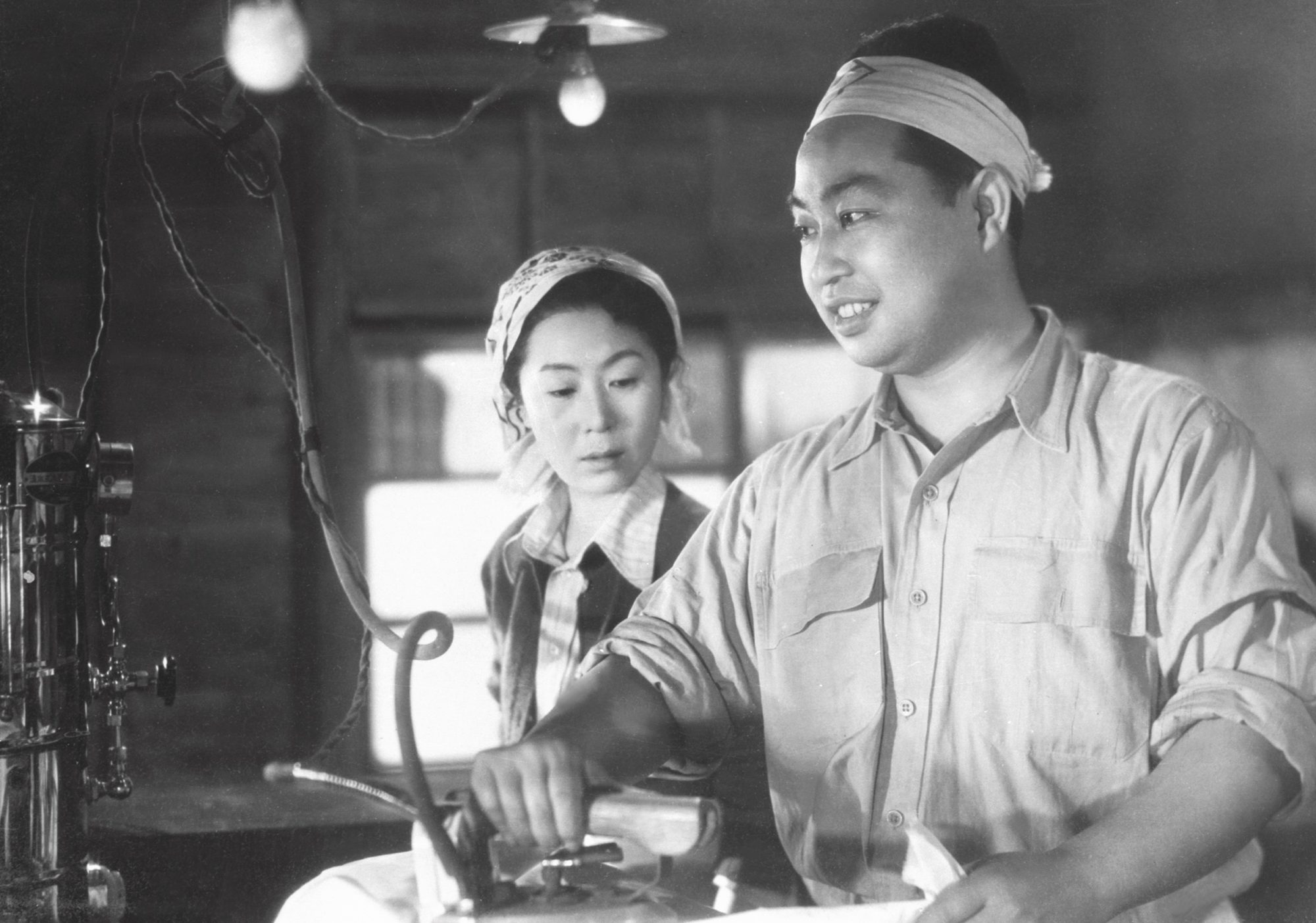
Kinuyo Tanaka et Daisuke Katō dans La Mère (1952).

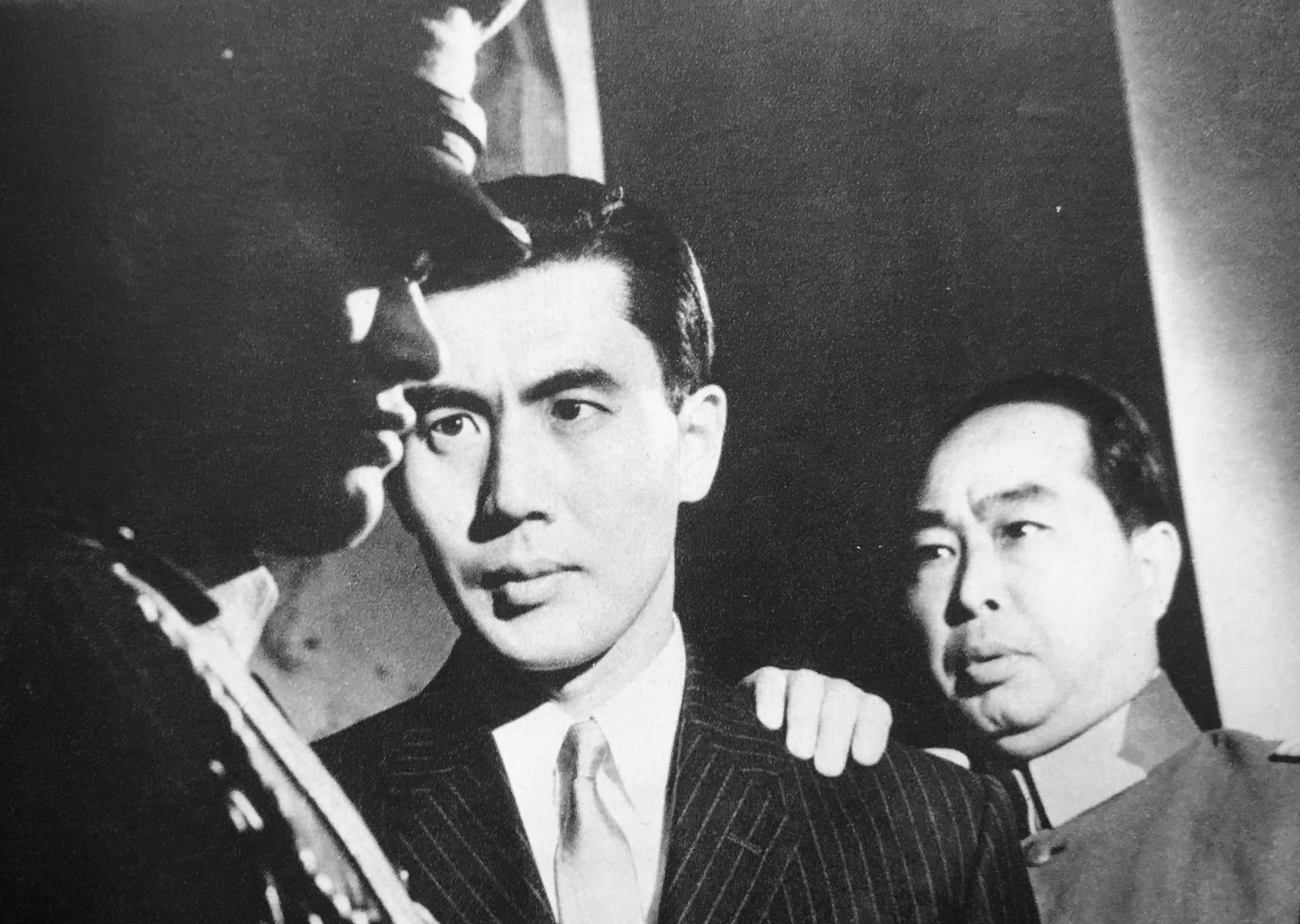
Raizō Ichikawa et Daisuke Katō dans L'École militaire de Nakano (1966).

- 1936 : Kōchiyama Sōshun (河内山宗俊?) de Sadao Yamanaka : Kenta
- 1937 : Pauvres Humains et Ballons de papier (人情紙風船, Ninjō kamifūsen?) de Sadao Yamanaka
- 1938 : La Chute des Abe (阿部一族, Abe ichizoku?) de Hisatora Kumagai : Tasuke
- 1941 : La Vengeance des 47 rōnin (元禄忠臣蔵 前篇, Genroku Chushingura?) de Kenji Mizoguchi
- 1949 : Le Fantôme de Yotsuya (新釈 四谷怪談 前篇, Shinshaku Yotsuya kaidan: Zenpen?) de Keisuke Kinoshita : Shinkichi
- 1949 : Le Fantôme de Yotsuya II (新釈 四谷怪談 後篇, Shinshaku Yotsuya kaidan: Kōhen?) de Keisuke Kinoshita : Shinkichi
- 1950 : Rashōmon (羅生門?) d'Akira Kurosawa
- 1951 : Le Palanquin mystérieux (おぼろ駕籠, Oborokago?) de Daisuke Itō
- 1952 : La Vendetta d'un samouraï : duel au coin de Kagiya (荒木又右衛門 決闘鍵屋の辻, Araki Mataemon: Kettō Kagiya no tsuji?) de Kazuo Mori
- 1952 : La Vie d'O'Haru femme galante (西鶴一代女, Saikaku ichidai onna?) de Kenji Mizoguchi
- 1952 : La Mère (おかあさん, Okaasan?) de Mikio Naruse
- 1954 : Les Sept Samouraïs (七人の侍, Shichinin no samurai?) d'Akira Kurosawa
- 1955 : Voici une fontaine (ここに泉あり, Koko ni izumi ari?) de Tadashi Imai
- 1955 : Le Mont Fuji et la lance ensanglantée (血槍富士, Chiyari Fuji?) de Tomu Uchida
- 1955 : Duel à Ichijoji (続宮本武蔵 一乗寺の決闘, Zoku Miyamoto Musashi : Ichijōji no kettō?) de Hiroshi Inagaki
- 1956 : Printemps précoce (早春, Soshun?) de Yasujirō Ozu
- 1956 : La Rue de la honte (赤線地帯, Akasen chitai?) de Kenji Mizoguchi
- 1956 : Le Cœur d'une épouse (妻の心, Tsuma no kokoro?) de Mikio Naruse
- 1956 : Feu follet (鬼火, Onibi?) de Yasuki Chiba
- 1956 : Arachi (嵐?) de Hiroshi Inagaki
- 1956 : Au gré du courant (流れる, Nagareru?)  de Mikio Naruse
- 1957 : Ōban (大番?) de Yasuki Chiba : Ushinosuke Akabane
- 1957 : Pays de neige (雪国, Yukiguni?) de Shirō Toyoda
- 1957 : Une femme indomptable (あらくれ, Arakure?) de Mikio Naruse
- 1957 : Zoku Ōban : Fūun hen (続大番 風雲編?) de Yasuki Chiba : Ushinosuke Akabane
- 1957 : Zokuzoku Ōban : Dōto uhen (続々大番 怒濤篇?) de Yasuki Chiba : Ushinosuke Akabane
- 1958 : Ōban : Kanketsu hen (大番 完結篇?) de Yasuki Chiba : Ushinosuke Akabane
- 1958 : Nuages d'été (鰯雲, Iwashigumo?) de Mikio Naruse
- 1958 : Anzukko (杏っ子, Anzukko?) de Mikio Naruse
- 1960 : Quand une femme monte l'escalier (女が階段を上る時, Onna ga kaidan wo agaru toki?) de Mikio Naruse
- 1960 : À l'approche de l'automne (秋立ちぬ, Aki tachinu?) de Mikio Naruse
- 1960 : Filles, épouses et une mère (娘・妻・母, Musume tsuma haha?) de Mikio Naruse
- 1961 : Le Garde du corps (用心棒, Yōjinbō?) d'Akira Kurosawa
- 1961 : Dernier Caprice (小早川家の秋, Kohayagawake no aki?) de Yasujirō Ozu
- 1962 : La Place de la femme (女の座, Onna no za?) de Mikio Naruse : Ryokichi Tamura
- 1962 : Chronique de mon vagabondage (放浪記, Hōrōki?) de Mikio Naruse
- 1962 : Le Goût du saké (秋刀魚の味, Sanma no aji?) de Yasujirō Ozu
- 1963 : L'Histoire de la femme (女の歴史, Onna no rekishi?) de Mikio Naruse : l'ami cuisinier d'Akimoto
- 1966 : L'Étranger à l'intérieur d'une femme (女の中にいる他人, Onna no naka ni iru tanin?) de Mikio Naruse
- 1966 : Délit de fuite (ひき逃げ, Hikinige?) de Mikio Naruse
- 1966 : L'École militaire de Nakano (陸軍中野学校, Rikugun Nakano gakkō?) de Yasuzō Masumura
- 1967 : Le Jour le plus long du Japon (日本のいちばん長い日, Nippon no ichiban nagai hi?) de Kihachi Okamoto
- 1967 : Nuages épars (乱れ雲, Midaregumo?) de Mikio Naruse

## Distinctions

### Récompenses
- 1953 : prix Blue Ribbon du meilleur second rôle masculin pour La Mère et La Vendetta d'un samouraï : duel au coin de Kagiya[3]
- 1953 : prix Mainichi du meilleur second rôle masculin pour La Mère et La Vendetta d'un samouraï : duel au coin de Kagiya[4]
- 1956 : prix Blue Ribbon du meilleur second rôle masculin pour Le Mont Fuji et la lance ensanglantée et Voici une fontaine[5]